# Иоанн Дука Комнин
Иоанн Дука Комнин (1126 — 17 сентября 1176) — сын Андроника Комнина. По отцовской линии был внуком византийского императора Иоанна II Комнина. Он был дука Кипра с 1155 года до своей смерти, назначен протосевастом в 1148 году.

## Жизнь
В 1156 году на Кипр напали Рено де Шатильон и армянский князь Торос II; Торос и Рено грабили церкви и монастыри и жилые дома. Весь урожай был сожжён; стада отогнаны к побережью. Иоанн выступил против них, однако попал в плен в Антиохии. Спустя примерно три недели Рено, прослышав, что византийский флот ещё далеко, отдал приказ о повторной высадке. Корабли были загружены добычей; каждый киприот был вынужден себя выкупать.
Предположительно Иоанн был освобождён из плена в Антиохии, поскольку он принял участие в битве при Мириокефале 17 сентября 1176 года под командованием императора Мануила I Комнина. Византийцы потерпели поражение, и Иоанн Дука вскоре скончался от ран, полученных в бою.

## Брак и дети
Около 1146 года Иоанн Дука женился на Марии Таронитиссе (возможно дочь севаста Иоанна Таронита). У супругов было как минимум двое детей:
- Мария (ок. 1154 — 1208/1217), королева Иерусалима в браке с Амори I Иерусалимским. Мать королевы Изабеллы Иерусалимской. Позже вышла замуж за крестоносца Балиана II Ибелина.
- Алексей Комнин, возглавлял восстание против Андроника I Комнина, но был схвачен, ослеплён и заключён в тюрьму[8]. Холост.
- (вероятно) Феодора, супруга Боэмунда III, князя Антиохии.